# Abriache
Abriache (Abriade), jedna osd skupina američkih Indijanaca za koje se smatra da su pripadali u Jumanose, a živjeli su u kasnom 16.-tm stoljeću u blizini današnjeg Presidia. Naselja su im se nalazila duž južne obale rijeke Rio Grande, odakle prelaze na sjevernu obalu u današnji Teksas. Nestali su tijekom 17. stolejća.
Diego Pérez de Luxán za njih piše da su bili prijatelji Otomoaca.